# Oud-Vossemeer

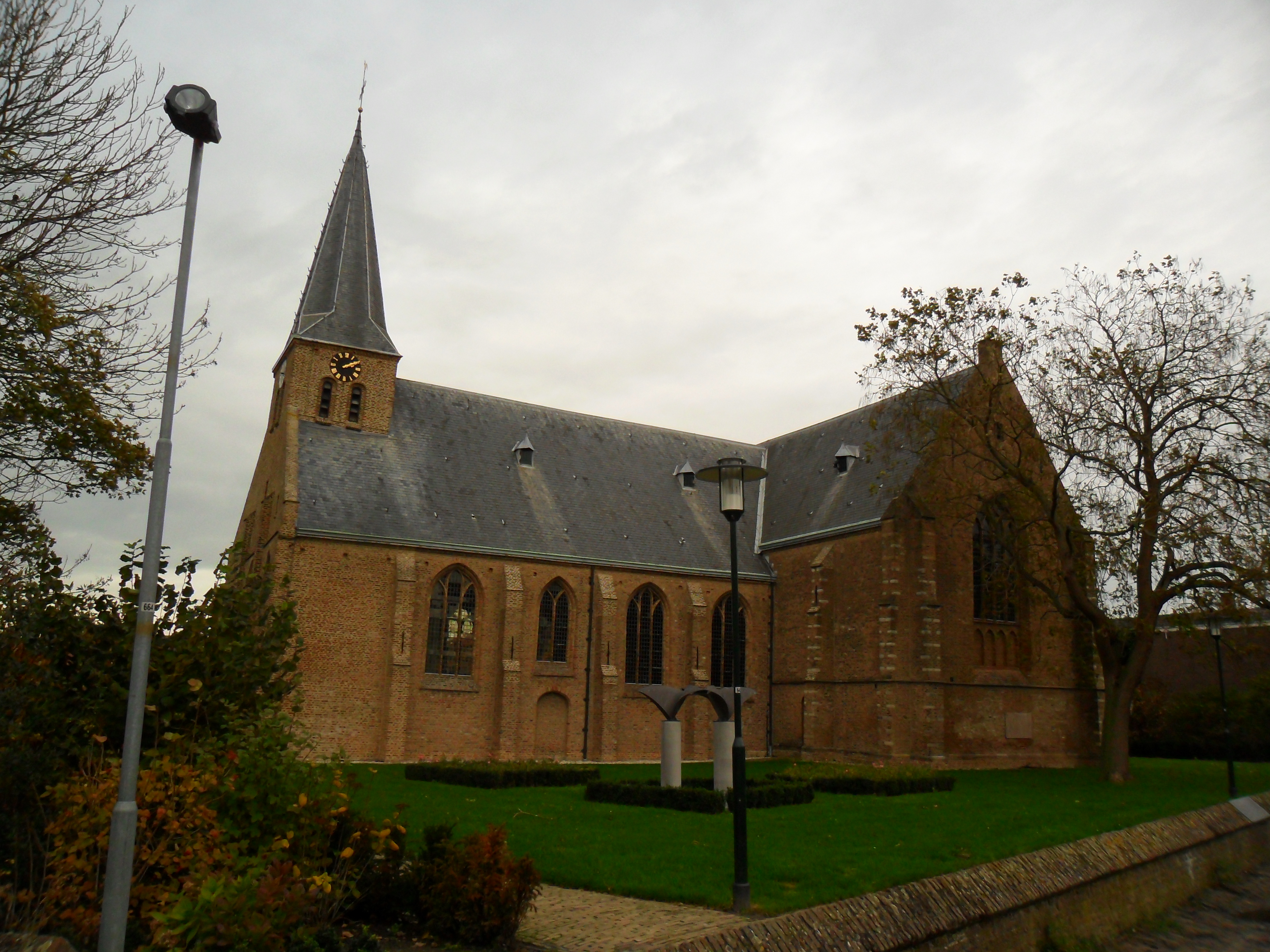
Oud-Vossemeer: la chiesa di San Giovanni Battista o Hervormde Kerk

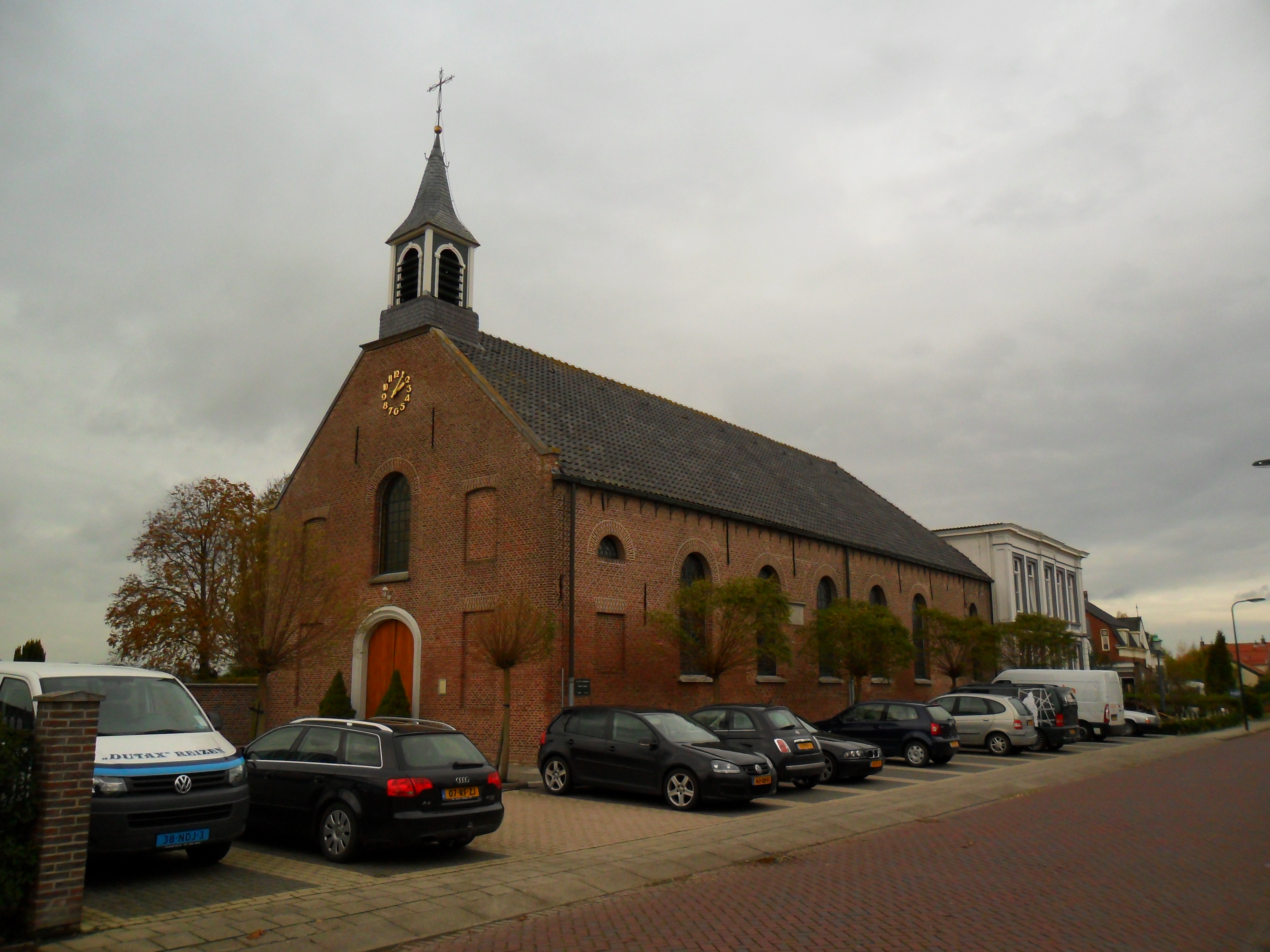
Oud-Vossemeer: la chiesa di San Villibrordo

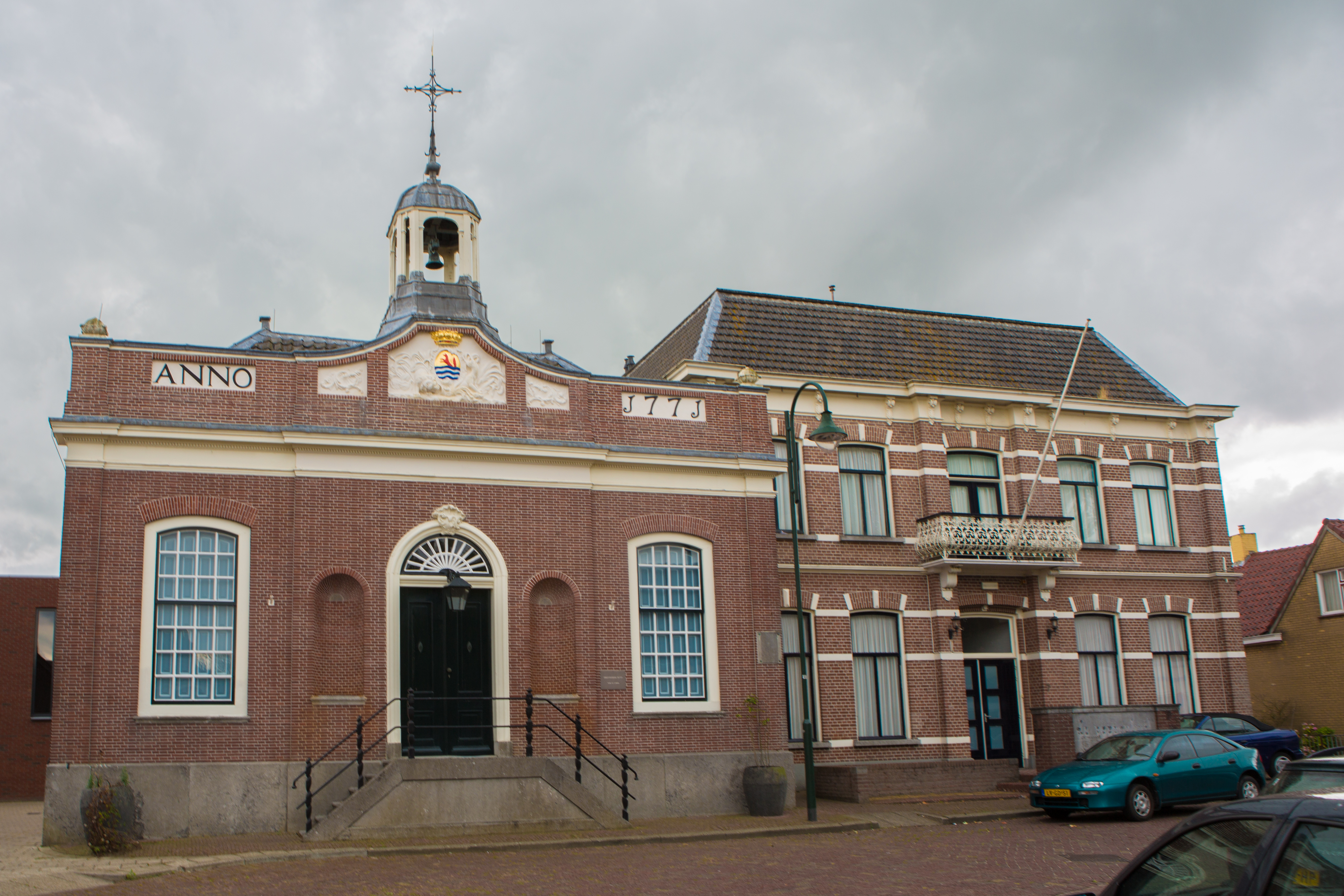
Oud-Vossemeer: l'Ambachtshuis

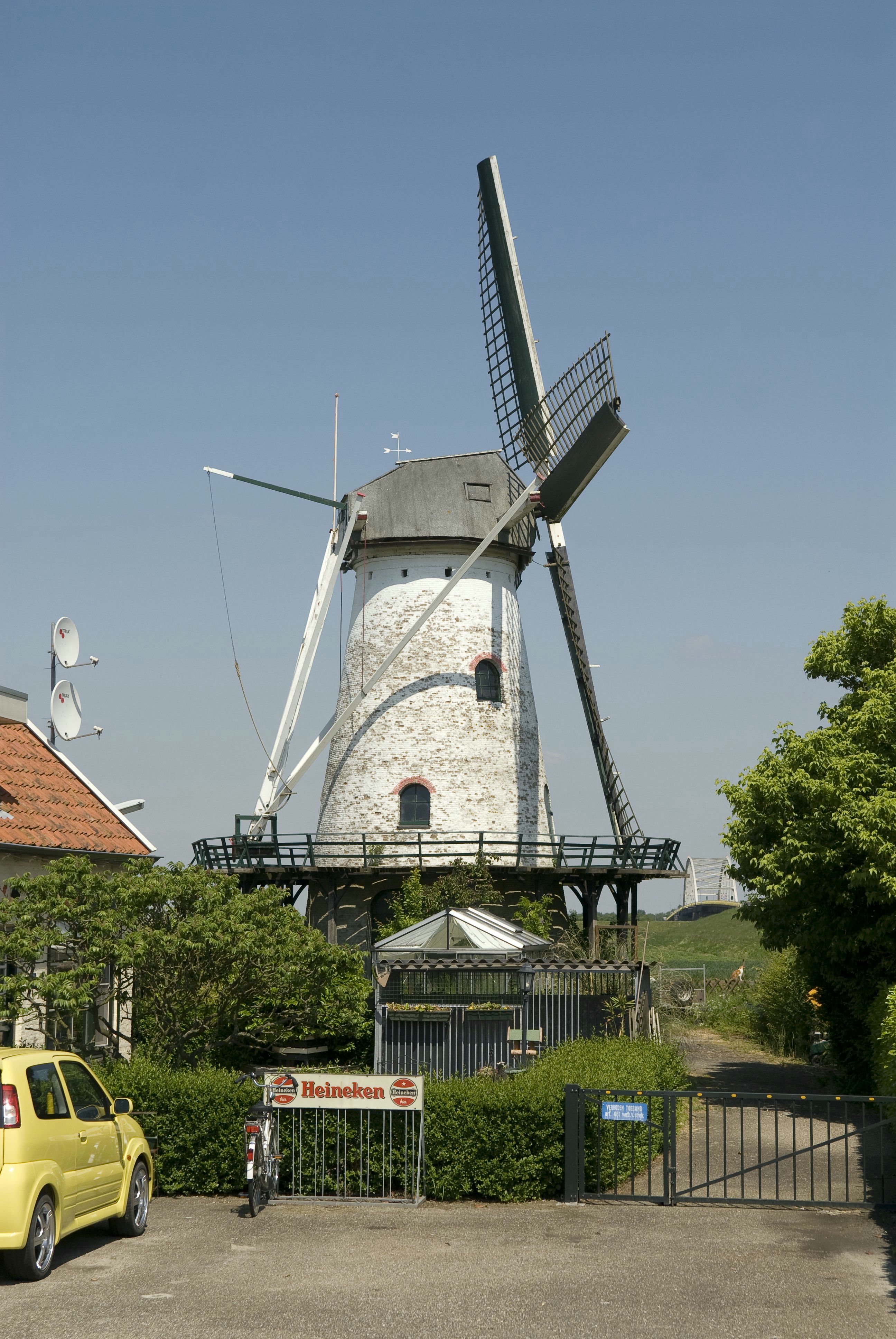
Oud-Vossemeer: il mulino "De Jager"

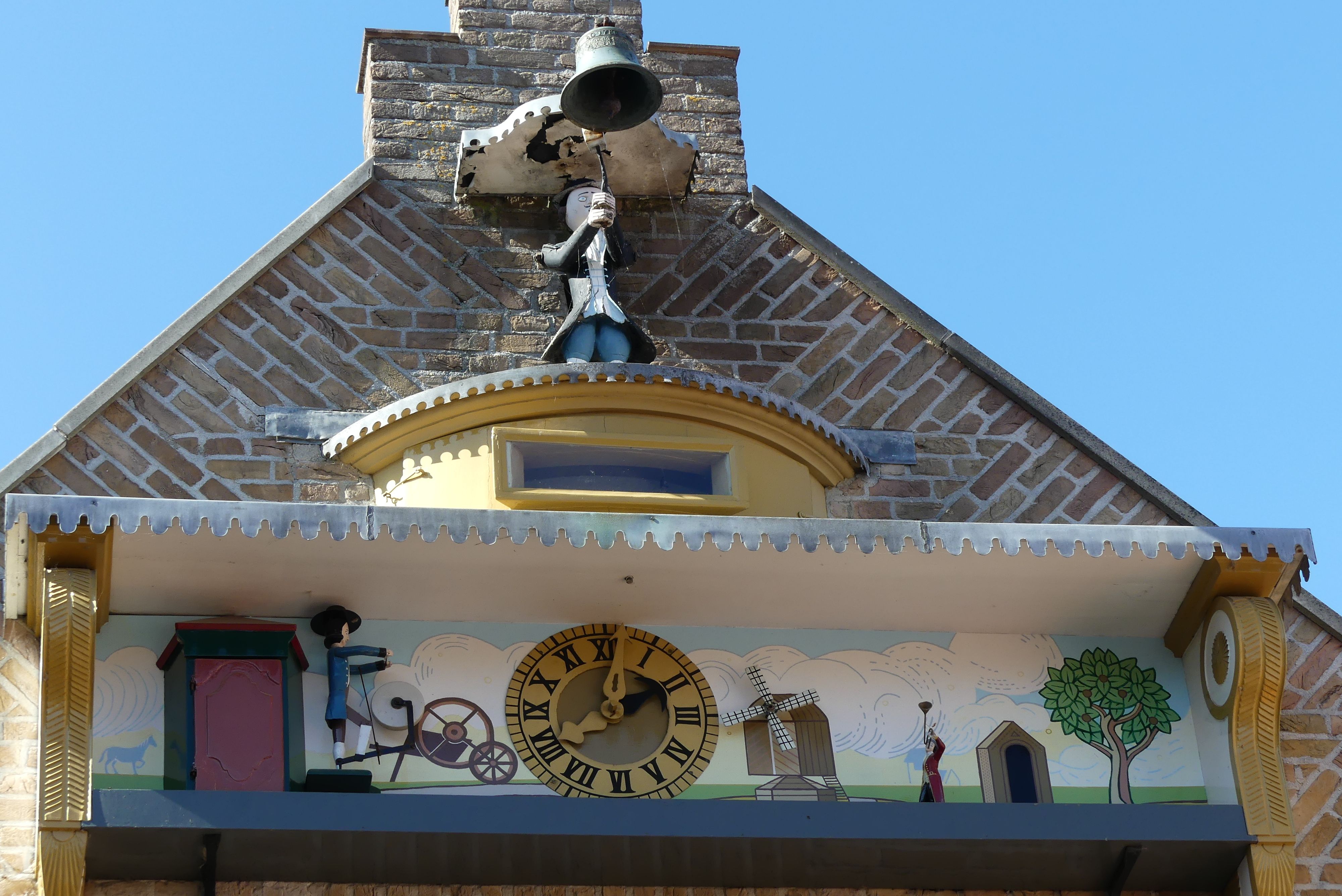
Oud-Vossemeer: l'orologio meccanico dello "Smidse"

Oud-Vossemeer (Ou-Vossemaer o Ou-fosmeer in zelandese) è un villaggio (dorp) di circa 2 700 abitanti del sud-ovest dei Paesi Bassi, facente parte della provincia della Zelanda (Zeeland) e situato lungo il corso dello Schelde Rijkskanaal, nell'ex-isola di Tholen. Dal punto di vista amministrativo, si tratta di un ex-comune, dal 1971 accorpato alla municipalità di Tholen.
Il villaggio è noto come il luogo d'origine della famiglia Roosevelt.

## Geografia fisica
Oud-Vossemeer si trova nella parte orientale dell'ex-isola di Tholen, al confine con la provincia del Brabante Settentrionale (segnato dal corso dello Schelde Rijkskanaal) e, più precisamente, con la regione del Brabante Occidentale (West-Brabant; regione di cui amministrativamente fa parte), a nord del villaggio di Tholen e a est/sud-est del villaggio di Sint Annaland.
Il villaggio occupa un'area di 20,43 km², di cui 1,40 km² sono costituiti da acqua.

## Origini del nome
Il toponimo Oud-Vossemeer, attestato in questa forma dal 1840 e anticamente come Vosmer (1410), Vossmaer e Vossmair (1414-1415), Vosmair (1417), Vosmaer e Vossemaer (1473), Oud Vosmaar (1750 ca.), deriva da quello di un corso d'acqua chiamato Vosvliet.

## Storia

### Dalle origini ai giorni nostri
A partire dal XV secolo, andò a formarsi la signoria di Vossemeer, controllata da un balivo. Questi terreni vennero acquistati il 3 novembre 1410 dal conte Guglielmo VI.
Nel 1583, arrivò nel villaggio di Oud-Vossemeer il primo prete.
Nella metà del XVII secolo viveva nei dintorni di Oud-Vossemeer Claes Martenszen van Rosevelt, antenato del presidente degli Stati Uniti Franklin Delano Roosevelt.
Nel 1801 vennero a formarsi i due comuni distinti di Oud-Vossemeer e Nieuw-Vossemeer.
Il 30 giugno 1971, Oud-Vossemeer cessò di essere un comune indipendente.

### Simboli
Nello stemma di Oud-Vossemeer è raffigurata una volpe che nuota nel mare. 
Questo stemma è derivato da quello della signoria di Vossemeeer ed è raffigurato in una cartina della "Cronaca della Zelanda" di M. Smallegange, redatta nel 1696.

## Monumenti e luoghi d'interesse
Oud-Vossemeer vanta 14 edifici classificati come rijksmonument.

### Architetture religiose

#### Chiesa di San Giovanni Battista o Hervormde Kerk
Il più antico edificio religioso di Oud-Vossemeer è la chiesa di San Giovanni Battista o Hervormde Kerk, situata al nr. 10 del Rign ed eretta nel 1595, ma che presenta un campanile del 1450.
Nella chiesa vi è un orologio meccanico realizzato nel 1940 da Eijsbouts.

#### Chiesa di San Villibrordo
Altro storico edificio religioso è la chiesa di San Villibrordo, situata lungo la Dorpsweg e realizzata nel 1841 su progetto dell'architetto J. Boudrez.

### Architetture civili

#### Ambachtshuis
Altro edificio d'interesse è l'Ambachtshuis, situata lungo la Raadhuisstraat: realizzata tra il 1767 e il 1771, a partire dal 1896 venne riconvertita in municipio.
La facciata presenta lo stemma della famiglia Van Rosevelt.

#### Mulino De Jager
Altro edificio d'interesse è il mulino "De Jager", situato lungo la Hikseweg risalente al 1850.

#### Smidse
Altro edificio d'interesse è lo "Smidse": situato lungo la Raadhuisstraat, è noto per il suo orologio meccanico, lo "Smidsklokje", risalente al 1805.

## Società

### Evoluzione demografica
Al censimento del 2021, Oud-Vossemeer contava una popolazione pari a 2 730 unità.
La popolazione al di sotto dei 16 anni era pari a 485 unità, mentre la popolazione dai 65 anni in su era pari a 465 unità.
La località ha conosciuto un incremento demografico rispetto al 2020, quando contava 2 705 abitanti (dato che era in ribasso rispetto al 2019, quando Oud-Vossemeer contava 2 720 abitanti).

## Geografia antropica

### Suddivisioni amministrative
buurtschappen
- Botshood
- Onder de Molen

## Sport
Dal 1947 si svolge ad Oud-Vossemeer una corsa ciclistica, il Criterium di Oud-Vossemeer.